# Yunxi (Shiyan)
Yunxi (chiń. upr. 郧西县; chiń. trad. 鄖西縣; pinyin Yúnxī Xiàn) – powiat w północno-zachodniej części prefektury miejskiej Shiyan w prowincji Hubei w Chińskiej Republice Ludowej. Liczba mieszkańców powiatu w 2010 roku wynosiła 447482.